# Luca al Constantinopolului
Luca Chrysoberges (în greacă Λουκάς Χρυσοβέργης, transliterat: Loukas Chrysoberges; n.  ? – d. ianuarie 1170) a fost un cleric ortodox grec, care a îndeplinit funcția de patriarh ecumenic al Constantinopolului din 1157 până în 1169 (sau, după alte surse, până în ianuarie 1170).

## Biografie

### Alegerea sa ca patriarh
Locul și anul nașterii lui Luca sunt necunoscute. El a fost anterior călugăr, înainte de a fi ales patriarh. Se pare că era înrudit cu Nicolae al II-lea Chrysoberges, patriarh al Constantinopolului din aprilie sau mai 980 până la 16 decembrie 992.
Nu se cunoaște data exactă a alegerii ca patriarh a lui Luca. Se știe însă că el i-a succedat patriarhului Constantin al IV-lea (1154-1157), care a participat la Sinodul de la Constantinopol din 1157 și a semnat documentul de condamnare a lui Soterichos Panteugenos la 13 mai 1157. Împăratul bizantin Manuel I Comnen (1143-1180) a participat la acest sinod, amânând plecarea într-o expediție urgentă pentru a lua parte la ședințele sinodului și a lichida o controversă teologică. Plecarea împăratului a avut loc imediat după încheierea sinodului, iar moartea patriarhului Constantin a survenit curând după condamnarea lui Panteugenos, probabil în a doua jumătate a lunii mai 1157. Absența împăratului a prelungit vacanța tronului patriarhal, iar nominalizarea unui succesor a putut fi realizată fie după întoarcerea împăratului la Constantinopol, fie după trimiterea unei propuneri din tabăra militară.
Cercetând documentele patriarhale, teologul și bizantinologul francez Venance Grumel (secretar al Revue des études byzantines și autor al unei cronologii a patriarhilor de Constantinopol) presupune că alegerea lui Luca pe tronul patriarhal al Constantinopolului a avut loc într-o perioadă cuprinsă între mijlocul lunii august 1157 și luna octombrie a aceluiași an.

### Controverse teologice

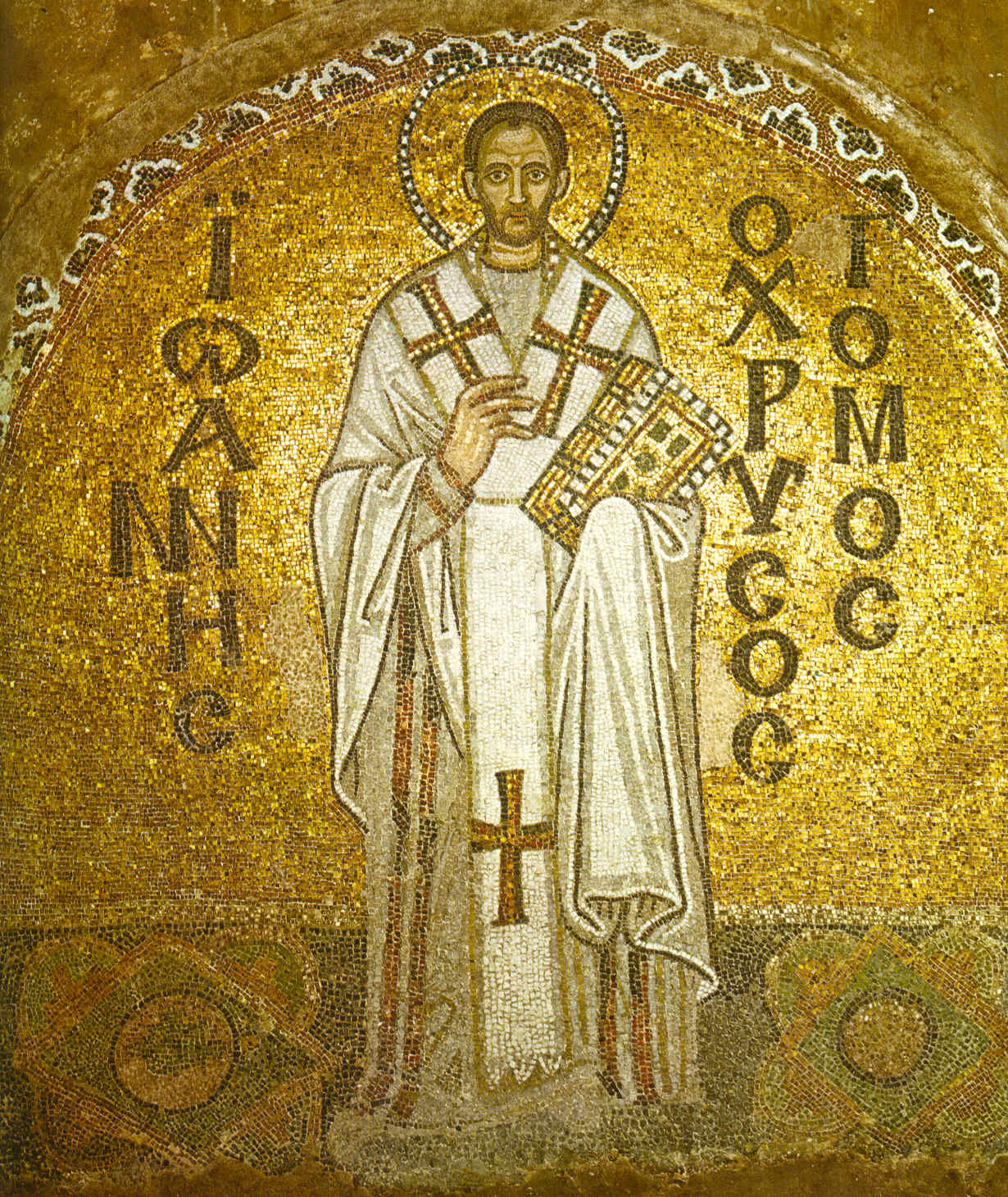
Un mozaic bizantin vechi de un mileniu cu Sfântul Ioan Gură de Aur (Hagia Sofia) – Controversa din 1156–1157 s-a referit la interpretarea Euharistie în liturghia lui Ioan: „Tu ești Cel ce oferă și Se oferă”.

În timpul păstoririi lui Luca au avut loc o serie de controverse teologice majore. În anii 1156–1157 a fost pusă întrebarea dacă Hristos s-a oferit ca jertfă pentru păcatele lumii numai Tatălui și Duhului Sfânt sau și Logosului (adică Lui Însuși). Diaconul Soterichos Panteugenos, patriarhul ales al Antiohiei, a afirmat că jertfa euharistică nu poate fi adusă Sfintei Treimi, deoarece aceasta ar însemna că un singur Hristos realizează simultan actul uman de oferire a jertfei și actul divin de primire, ceea ce ar însemna separarea și personalizarea nestoriană a celor două naturi ale Sale. Sinodul convocat de predecesorul lui Chrysoberges și desfășurat la Constantinopol în 1157 a adoptat, în cele din urmă, o formulă de compromis elaborată de episcopul Nicolae de Methoni, care, bazându-se în răspunsul său pe ideile lui Leontie din Bizanț și Maxim Mărturisitorul, susținea că unirea ipostatică a fost cea care l-a determinat pe Dumnezeu să facă un sacrificiu uman, continuând în același timp să rămână Dumnezeu prin natură și acceptând astfel sacrificiul. Astfel, Cuvântul făcut trup a oferit o dublă jertfă Sfintei Treimi, soluție opusă celei propuse de Soterichos Panteugenos. Sinodul a avertizat, de asemenea, împotriva reducerii lucrării lui Hristos la ideea jertfei, înțeleasă ca un schimb. Dumnezeu nu are nevoie de nimic de la oameni: „Noi nu mergem la El [ca să-i aducem o jertfă], ci, mai degrabă, El a coborât la noi și și-a asumat firea noastră, nu ca o formă de reconciliere, ci ca să se întâlnească cu noi”.
În aceeași perioadă s-a pus pentru prima dată chestiunea teologică a relației dintre Fiul și Tatăl în cadrul Sfintei Treimi. Această controversă hristologică a apărut ca urmare a interpretării pe care Dimitrie de Lampi (din Frigia) a dat-o frazei din Evanghelia după Ioan «ὁ Πατήρ μου μείζων μου ἐστίν» , ceea ce înseamnă că Tatăl este mai mare decât Mine (Ioan XIV:28). Pentru a lămuri această controversă, Chrysoberges a convocat în 1166, la porunca împăratului Manuel I, mai multe ședințe ale sinodului care a condamnat ca eretice explicațiile lui Dimitrie și ale credincioșilor laici ce l-au urmat. Celor care au refuzat să se supună hotărârilor sinodului li s-au confiscat bunurile sau au fost exilați.g[›] Dimensiunile politice ale acestei controverse ies în evidență din faptul că unul dintre oponenții principali față de doctrina împăratului era chiar nepotul său, Alexios Kontostephanos.
Alte erezii au continuat să apară și să se răspândească în posesiunile bizantine din Europa, printre care bogomilismul, paulicianismul și monofizitismul, pe care Luca și succesorii săi au avut dificultăți să le suprime.

### Relațiile dintre Biserică și Stat
Luca s-a implicat, de asemenea, într-un proces de scoatere a Bisericii dintr-o asociere prea strânsă cu activitățile laice ale statului, depunând eforturi pentru a spori disciplina clerului. În acea vreme clericii administrau case sau moșii, slujeau în magistratură, ocupau posturi de perceptori de taxe, practicau avocatura, întrețineau băi și chiar cârciumi sau bordeluri. Unii din membrii clerului practicau medicina și, pentru că le era interzis, își scoteau hainele bisericești în timpul activităților medicale și se îmbrăcau în haine lumești pentru a nu se deosebi de ceilalți medici. Patriarhul Luca a încercat să interzică aceste practici și a convocat ședințe ale sinodului, ale căror decizii sunt cuprinse în volumul 119 al colecției Patrologia Graeca.
În 1115 patriarhul Ioan al IX-lea Agapetos a încercat să împiedice clericii să acționeze ca avocați în procesele civile. În decembrie 1157 Chrysoberges a extins această interdicție la toate ocupațiile „lumești”. Într-un canon încă existent, el a scris: „am observat că unii dintre cei înscriși în rândul clerului s-au implicat necanonic în treburile lumești. Unii au primit posturi de curatori sau supraveghetori ai caselor și moșiilor nobiliare, alții s-au angajat în colectarea veniturilor publice [...] alții au acceptat demnități și magistraturi repartizate instituțiilor civile. [...] Le poruncim acestor oameni să renunțe de acum înainte la toate ocupațiile mai sus menționate și să se dedice obligațiilor bisericești. [...]” Separarea dintre biserică și stat era soluția esențială pentru protejarea Bisericii de influența laică excesivă în chestiunile pe care le considera strict ecleziastice. Acest lucru era deosebit de important la acea vreme, deoarece domnia împăratului Manuel I Comnen s-a remarcat prin stilul său autocratic și prin cezaropapismul său și, deși idiosincratic, a făcut ca patriarhia să se subordoneze direct nevoilor statului. Cu privire la acest subiect al relațiilor dintre patriarh și împărat, savantul bizantinolog Aleksei Petrovici Lebedev⁠(ru)[traduceți] afirmă că, deși erau caracterizate de obicei printr-un respect reciproc, ele au decăzut uneori până la lingușirea inadmisibilă a împăratului de către patriarh.
În jurul anului 1160 patriarhul a purtat corespondență cu marele cneaz al rușilor, Andrei Bogoliubski, care i-a cerut un mitropolit pentru teritoriile sale, cerere pe care Luca a refuzat să i-o îndeplinească.

### Moartea patriarhului
Durata patriarhatului lui Luca este considerată de sursele istorice a fi de 12 ani și 3 luni, cu excepția surselor lacunare în această chestiune (Leunclavius, Matei Cigalas și Filip de Novara) și a manuscrisului Parisinus 880 care menționează durata rotundă de 12 ani. Ultimul act semnat de Luca datează din 19 noiembrie 1169, iar prima menționare a succesorului său, Mihail al III-lea, are loc la 30 ianuarie 1170, într-un document sinodal care trata o opoziție dogmatică ce începea să se extindă. Lucrarea Dictionnaire de théologie catholique menționează perioada august (?) 1157 — după 19 noiembrie 1169, iar listele lui Karl Krumbacher perioada 1156 – mijlocul anului 1169.
Din coroborarea informațiilor incluse în toate aceste surse istorice, Grumel susține că perioada patriarhatului lui Luca este august/octombrie 1157 – noiembrie 1169 / ianuarie 1170, varianta cea mai probabilă fiind octombrie 1157 – ianuarie 1170, căci, din cauza acelei opoziții dogmatice, numirea unui succesor nu a putut fi amânată. Luca Chrysoberges ar fi murit, prin urmare, în ianuarie 1170.

## Lucrări atribuite
Părți din lucrările patriarhului Luca Chrysoberges s-au păstrat în Decreta Synodalia, De Clericis qui se immiscent saecularibus Negotiis, De indecoris et scenicis Ritibus sanctorum notariorum Festo abrogandis, Ne Clerici turpilucra fiant, aut medici, în timp ce o serie de poeme religioase supraviețuitoare îi sunt atribuite. Printre acestea se numără poemul didactic intitulat „Pari Diaitas” (Παρί Δίαιτας), care conține prevederi pentru pregătirea bucatelor de post pentru diferite zile ale calendarului bisericesc.